# Herbulotides amphion
Herbulotides amphion là một loài bướm đêm trong họ Geometridae.